# Isoetarine
Isoetarine là một chất chủ vận β2 adrenoreceptor tác dụng ngắn chọn lọc . Nó có thể được gọi là "cháu gái của adrenalin" trong dòng chất chủ vận β2 đã giúp giảm đau nhanh do co thắt phế quản và hen suyễn. Epinephrine (adrenalin) là thuốc đầu tiên trong số này, và tiếp theo là isoprenaline (isoproterenol). Isoetharine là thuốc thứ ba trong dòng này, do đó, thế hệ thứ ba hoặc cháu gái của bản gốc.
Ở miền tây Hoa Kỳ, đây là loại thuốc được lựa chọn vào cuối những năm 1970 và đầu những năm 1980 để xông hơi ("điều trị hô hấp") để làm giảm co thắt đường thở. Nó thường giúp giảm bớt khó thở, bắt đầu trong vòng 2 - 5 phút sau khi bệnh nhân bắt đầu hít phải sương mù. Khởi phát nhanh này không xuất hiện rõ ràng trong các loại thuốc sau này.
Tất cả các catecholamine chủ vận ag 2 đầu được sử dụng cho co thắt phế quản đều có tác dụng phụ mạnh, với nhịp tim tăng là phổ biến nhất và có vấn đề nhất. Điều này xuất hiện bởi vì "hiệu ứng 2 " của nó không hoàn toàn có chọn lọc như mong đợi. thụ thể β1 dường như cũng được kích thích ở một số bệnh nhân, gây ra tác dụng phụ về tim và CNS khác. Với isoetarine, tác dụng này có xu hướng thoáng qua và thường biến mất trong vòng vài phút sau khi kết thúc điều trị. Tăng huyết áp cũng xảy ra trong một tỷ lệ nhỏ nhưng đáng kể các trường hợp, nhưng cũng gần như thoáng qua.
Vào cuối những năm 1980, isoetharine đã được thay thế phần lớn trên thị trường bởi orciprenaline (metaproterenol), dường như có tác dụng phụ tim ít hơn một chút và kéo dài thêm vài giờ. Lần lượt Orciprenaline được thay thế bằng salbutamol (albuterol). Một số học viên vẫn tin rằng những thuốc giãn phế quản khí dung sau này không bao giờ giúp giảm đau nhanh khi bị khó thở như isoetarine. Do đó, họ thấy vai trò chuyên môn liên tục trong điều trị chứng khó thở trầm trọng không cải thiện trong năm phút đầu điều trị bằng salbutamol.